# Schloss Oberradkersburg

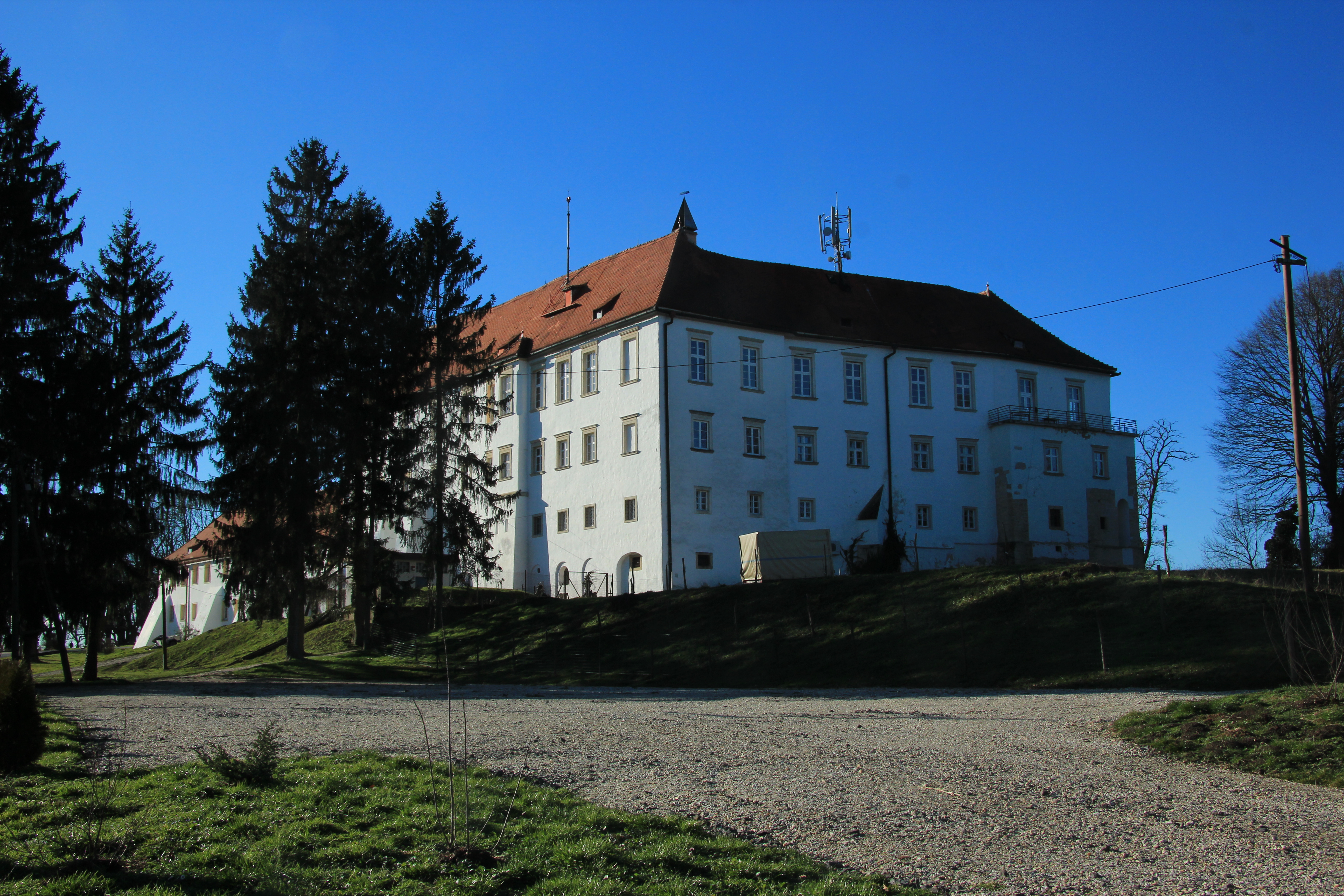
Schloss Oberradkersburg

Das Schloss Oberradkersburg steht auf einer Anhöhe am Fluss der Mur in der Stadt Gornja Radgona in Slowenien. Sie ist im slowenischen Kulturerberegister eingetragen.

## Geschichte

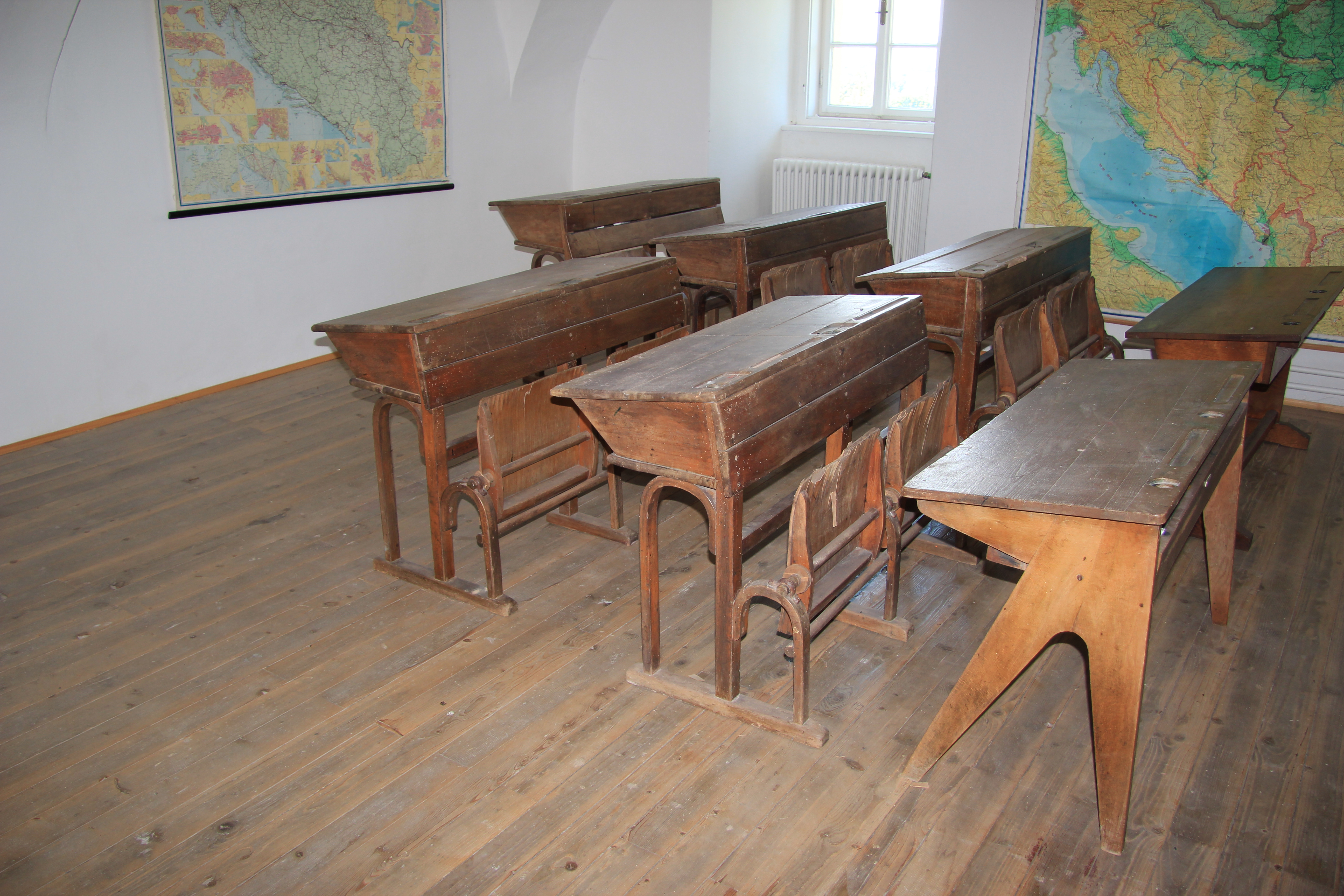
Die ehemalige Schulklasse der Volksschule ist heute zu besichtigen

Die Feste Oberradkersburg wurde 1363 urkundlich genannt. Mit der Schutzburg von Radkersburg am rechten Murufer war anfangs wenig Besitz verbunden. Im 15. Jahrhundert wurde im Schloss unter Friedrich von Stubenberg eine große Herrschaft aufgebaut und verwaltet. Hans von Stubenberg verlor durch seine Verwicklung in die Baumkircher Fehde (1469) das Schloss an den Kaiser. Danach war die Herrschaft bei verschiedenen Familien, worunter den Herren von Graben. 1618 ging die Verwaltung an Hans Ulrich Fürst von Eggenberg und dessen Nachkommen. In der Mitte des 18. Jahrhunderts ging das Schloss in das freie Eigentum der Familie Herberstein. Von 1789 bis 1914 waren die Grafen Wurmbrand-Stuppach Besitzer des Schlosses. Später war Graf Franz Karl Chrorinsky Eigentümer.
1920 wurden die Ortsteile Oberradkersburg und Untergries von Radkersburg abgelöst und Gornja Radgona eingemeindet. Im Staatsbesitz von Jugoslawien wurde das Schloss als Schule genutzt. 1992 wurde das Schloss privat verpachtet und dient heute als Privatmuseum und Eventlocation.

## Architektur
Der mächtige unregelmäßige dreigeschossige Vierkanter hat im Westen einen tiefer gelegenen großen zweigeschossigen Vorhof. Der im Kern mittelalterliche Bau wurde im 16. und 18. Jahrhundert verändert. Der Vierkanter zeigt einen Innenhof mit Pfeilerarkaden im Stil der Renaissance. Das Eingangsportal im Westen zeigt das Wappen der Herberstein und die Jahresangabe 1775. Das Portal des Vierkanters zum Vorhof mit einer vorgelagerten Rampe zeigt das Doppelwappen Herberstein-Eggenberg. Von der ehemaligen Einrichtung ist nichts erhalten.